# مارين ميما
مارين ميما (ولدت في 22 مارس 1981) هو صحفي استقصائي ولاعب كرة قدم ألبانية. بالإضافة إلى كونه مراسلًا لقناة توب تشانل، خلال مسيرته الكروية لعب كلاعب خط وسط وجناح. 

## سيرة شخصية
قبل التعامل مع الصحافة، بدأ ميما وهو في التاسعة من عمره لعب كرة القدم في دينامو تيرانا  وكان أيضًا جزءًا من أحد الاختيارات الإقليمية لمنتخب ألبانيا الوطني للشباب في عام 1997  ولكن بعد 12 عامًا أُجبر على ترك كرة القدم بسبب الإصابات. 
في يوليو 2003، تخرج ميما في الصحافة في قسم الصحافة في جامعة تيرانا، وهو يعمل في الغالب في الصحافة الاستقصائية، وتتراوح تقاريره من الفساد الحكومي إلى انتهاكات حقوق الإنسان.
في 2011-12 ، أبلغ ميما من مارجاريتي وفيلياتس عن ممتلكات ألبان الشام التي استولت عليها الدولة اليونانية.
بالنسبة لتقاريره في أغسطس 2012 مُنع من دخول اليونان وأعلن أنه شخص غير مرغوب فيه. احتج اتحاد الصحفيين الألبانيين أمام السفارة اليونانية في تيرانا على حظر الدخول.
في مارس 2021 اكتشف مع علماء آثار آخرين مقبرة إيليرية.